# 新茶乡
新茶乡，是中华人民共和国四川省凉山彝族自治州甘洛县下辖的一个乡镇级行政单位。2020年6月，将原两河乡秀水村、两河村、白坤村、泥水村、中普村所属行政区域划归新茶乡管辖。

## 行政区划
新茶乡下辖以下地区：
响水村、觉姑马村、摸摸坪村、挖尔普村、普卡洛村、大林村、安吕洛村和新场村。